# Алоїзій Оршулик
Алоізій Оршулік (пол. Alojzy Orszulik; 21 червня 1928, Барановиці, Сілезьке воєводство, Польща — 21 лютого 2019) — польський католицький єпископ і громадський діяч. У 1989—1992 — ауксіліарій Седльце, в 1992—2004 — ординарій, єпископ, з 2004 — почесний єпископ єпархії Ловича. Грав видатну роль в суспільно-політичних процесах 1980-х років. З 1968 по 1993 — начальник прес-бюро польського єпископату, в 1988 — посередник при переговорах в Магдаленку, в 1989 — учасник Круглого столу.

## Походження, навчання, хіротонія
Народився в селянській родині. Під час німецької окупації Польщі (1939—1945) і в перші повоєнні роки працював теслею. Входив в молодіжне католицьке об'єднання Маріанська конгрегація. У 1948 вступив і в 1951 закінчив Паллотинську семінарію в Хелмно. До 1957 вивчав теологію та філософію у Вищій Паллотиській духовній семінарії.
22 червня 1957 року висвячений на священика кардиналом Стефаном Вишинським. Закінчив Люблінський католицький університет за курсом канонічного права.
З 1961 по 1989 Алоізій Оршулік читав лекції з канонічного права у Вищій Паллотинській семінарії. У 1963–1966 асистував на кафедрі римського права Варшавської Академії католицької теології.

## Служіння в ПНР
З 1962 року ксьондз Оршулік служив в секретаріаті польського єпископату. З 1968 по 1993 очолював прес-бюро єпископату. Брав участь в переговорах між костелом та владою ПНР з питань становища церкви. Виступав як видний церковний адміністратор, іменувався абатом.
У 1980 — 1981 роках Алоізій Оршулік як начальник прес-бюро озвучував позицію польського єпископату і примасів Вишинського і Глемпа в протистоянні між ПОРП і Солідарністю. Позиція розглядалася як компромісна — в принципі підтримуючи опозиційну профспілку, костел закликав до політичної обережності, «роботи з почуттям громадянської відповідальності» і не схвалював масових страйків.
У період воєнного стану та в кінці 1980-х Оршулік брав участь в підготовці законопроєктів про відносини між державою і церквою. Входив в ряд церковних громадських комітетів. Брав участь в організації візиту Івана Павла II в Польщу в 1983 (ця подія стала важливою віхою політичного протиборства). У 1987 став членом спільної комісії польського єпископату і Ватикану. У 1974–1994 входив в Папську раду з масових комунікацій.
Алоізій Оршулік користувався серйозним політичним авторитетом. Саме він безпосередньо представляв костел як посередника в контактах уряду з «Солідарністю». Восени 1988 року Оршулік взяв активну участь в переговорах в Магдаленку, навесні 1989 — в Круглому столі.

## Єпископ в новій Польщі
8 вересня 1989 року Папа Римський Іван Павло II призначив Алоізія Оршуліка допоміжним єпископом в єпархії Седльце. 8 грудня 1989 року в кафедральному соборі Непорочного Зачаття Пресвятої Діви Марії Оршулік піднесений в єпископський сан. У 1989–1992 Оршулік — генеральний вікарій єпархії.
25 березня 1992 Алоізій Оршулік був переведений на посаду ординарія -епіскопа єпархії Ловича. Залишався на цій кафедрі до 22 травня 2004 року. Створив в Ловичі семінарію і католицький коледж, заснував відділення Карітасу. У 1999 році прийняв у Ловичі Іоанна Павла II. Отримав лист подяки з Ватикану за єпископське служіння.
З 1989 по 1994 Оршулік займав пост заступника секретаря польського єпископату. Був віце-головою конференції польських єпископів 1994 року. Входив до спільної комісії костелу і уряду з правових питань. Як делегат від Святого Престолу брав участь у переговорах про конкордат.
Був почесним єпископом Ловича.

## Нагороди
4 листопада 2010 указом президента Польщі Броніслава Коморовського Алоізій Оршулік був нагороджений вищою польською нагородою — орденом Білого орла. Є почесним громадянином декількох польських міст.